# 宜昌三峡空港
宜昌三峡空港（ぎしょうさんきょうくうこう）は中華人民共和国湖北省宜昌市にある空港である。宜昌市の市街地からは約26km、三峡ダムからは約55km離れている。

## 概要
宜昌三峡空港は1996年12月28日に開港し、ボーイング767などの中型機に対応した滑走路を保有している。2004年8月には宜昌三峡機場有限責任公司が設立され、宜昌三峡空港の管理、運営を行っている。

## 就航路線

### 国内線
| 航空会社     | 就航地                |
| ------------ | --------------------- |
| 中国国際航空 | 北京/首都、上海/浦東  |
| 中国東方航空 | 武漢、昆明、上海/浦東 |
| 中国南方航空 | 広州                  |
| 海南航空     | 北京/首都             |
| 吉祥航空     | 上海/浦東、杭州       |
| 上海航空     | 上海/虹橋             |
| 深圳航空     | 深圳                  |
| 四川航空     | 成都、重慶/江北       |

### 国際線
| 航空会社           | 就航地 |
| ------------------ | ------ |
| 四川航空           | 香港   |
| グレーターベイ航空 | 香港   |